# Manu Ríos
Manuel Ríos Fernández (sinh ngày 17 tháng 12 năm 1998), được biết đến với tên là Manu Ríos, là một diễn viên, người mẫu và người nổi tiếng người Tây Ban Nha được biết đến với vai diễn Patrick Blanco Commerford trên loạt phim Elite của Netflix.
Anh bắt đầu sự nghiệp âm nhạc của mình vào năm 2010 bằng cách biểu diễn bản cover trên YouTube. Năm 2012, anh tham gia ban nhạc Parchís, một nhóm mà anh phát hành album và thực hiện các chuyến lưu diễn âm nhạc.

## Đóng phim

### Phim truyền hình
| Năm      | Tựa phim             | Vai diễn                  | Ghi chú                               | Ref.  |
| -------- | -------------------- | ------------------------- | ------------------------------------- | ----- |
| 2014     | Chiringuito de Pepe  | Mauricio Martínez         | Recurring role (season 1); 6 episodes | [ 4 ] |
| 2021–nay | Elite                | Patrick Blanco Commerford | Vai chính (mùa 4 và 5); 16 tập        | [ 1 ] |
| 2021     | Elite: Short Stories | Patrick Blanco Commerford | Vai chính (story: Patrick); 3 tập     | [ 1 ] |
| 2022–nay | La edad de la ira    | Marcos                    | Vai chính; 4 tập                      | [ 1 ] |

### Sân khấu
| Năm       | Tựa vở kịch    | Vai diễn            | Ghi chú                                   | Ref.  |
| --------- | -------------- | ------------------- | ----------------------------------------- | ----- |
| 2010      | Les Miserables | Gavroche Thénardier | Nhạc kịch, Sân khấu Lope de Vega (Madrid) | [ 5 ] |
| 2012-2013 | Don Pepito     | Don Pepito          | Nhạc kịch, Sân khấu Lope de Vega (Madrid) |       |